# Hyperion-Verlag
Der Hyperion-Verlag (1906 gegründet) ging aus einem bibliophilen Verlag der Buchkunstbewegung hervor. Er verlegte die Miniaturbuchreihe Hyperion-Bücherei und gilt als Deutschlands ältester Verlag für kleinformatige Bücher. 

## Verlagsgeschichte

### Hyperion-Verlag Hans von Weber, München 1906–1913
Der Hyperion-Verlag wurde am 22. September 1906 in München von Hans von Weber unter dem Namen Hans von Weber, Verlag gegründet.  Hans von Weber hatte bereits 1903 eine Mappe originalgetreuer Duplexdrucke nach Zeichnungen von Alfred Kubin verlegt und gilt als dessen Entdecker. In der Folge betätigte er sich weiterhin als künstlerischer Verleger und gab hervorragend gedruckte und illustrierte Kleinauflagen heraus, wobei er junge Künstler wie Th. Th. Heine, Walter Tiemann und Emil Preetorius förderte. Darüber hinaus widmete sich das Buchprogramm des Hyperion-Verlags zunächst vornehmlich jungen internationalen Autoren. So erschienen deutsche Erstausgaben von André Gide, G.K. Chesterton, Valerius Brjussoff, Renard, Villiers, Pierre Bonnard, Paul Claudel und José-Maria de Heredia bei Hans von Weber.
Ab 1908 verlegte Weber unter der Redaktion von Franz Blei, Carl Sternheim und Alfred Walter Heymel die Zeitschrift Hyperion. In der Tradition der Kunst- und Literaturzeitschriften Jugend, Pan und Die Insel veröffentlichte der Hyperion als Wegbereiter einer neuen Künstlergeneration unter anderem Texte von Hugo von Hofmannsthal, Franz Kafka, Heinrich Mann, Rainer Maria Rilke und Robert Musil. Infolge eines Zerwürfnisses zwischen Weber und seinem Franz Blei wurde die Zeitschrift nach dem dritten Jahrgang eingestellt. Aufgrund des Erfolgs der Zeitschrift bewarb Weber seinen Verlag bereits 1908 vereinzelt als Verlag des Hyperion, ab 1909 tragen alle Bücher die Verlagskennzeichnung Hyperion-Verlag Hans von Weber, München. 
Um 1909 änderte Weber den verlegerischen Schwerpunkt – neben die moderne Belletristik traten nun bibliophile Reihenwerke wie die Hundertdrucke (ab 1910), die Hyperiondrucke (ab 1911) und die gemeinsam mit S. Fischer herausgegebenen Hundertfünfzigdrucke (ab 1913). Damit wurde der Verlag zu einem der Vorreiter der deutschen Buchkunstbewegung, die das bibliophile, qualitativ hochwertige Buch förderte. Sprachrohr des Verlags war die zunächst ebenfalls von Franz Blei, dann ab 1910 von Weber selbst herausgegebene Zeitschrift Der Zwiebelfisch, die ab 1909 im Hyperionverlag erschien.

### Hyperion-Verlag Berlin, 1913–1936
Um sich auf seine Tätigkeit als Buchkunst-Verleger konzentrieren zu können, verkaufte Hans von Weber den Hyperion-Verlag inklusive der Rechte an allen Werken in Auflagen über 1000 Exemplaren im Jahr 1913 an seine Verleger-Kollegen Kurt Wolff und Julius Schröder. Das Verlagsprogramm wurde durch die Autoren und Werke des 1912 von Kurt Wolff erworbenen Verlags Julius Zeitler komplettiert. Der Hyperionverlag nahm nun am neuen Verlagsort Berlin seinen Betrieb auf, die Geschäftsführung übernahm 1914 und 1915 der junge Ernst Rowohlt. Da Schröder und Rowohlt ab Beginn des Ersten Weltkrieges einrückten, erfolgten jedoch zunächst keine weiteren Verlagsaktivitäten. Hans von Weber gab seine bibliophilen Drucke und den Zwiebelfisch wieder unter Hans von Weber, Verlag, München heraus. Ab 1917 wurde der Hyperion-Verlag unter der Leitung Kurt Wolffs  weitergeführt. Nach wie vor wurden Bücher mit bibliophilen Ambitionen in kleinen, nummerierten Auflagen herausgegeben. Meist erschien eine Gesamtauflage von 1200 Stück, von denen eine kleine Vorzugsausgabe von 50 bis 100 Exemplaren auf besonderem Papier und in besonderer Ausstattung herausgebracht wurde. Es handelte sich allerdings eher um Bibliophilie für die Masse, die mit den aufwändigen Publikationen der Münchener Anfangszeit nicht zu vergleichen waren. Ab 1920 erschienen die ersten Miniaturbände im Sedezformat, zunächst unter dem Reihentitel Kleine Jedermanns-Bücherei. Ab 1920 wird zeitweilig auch wieder Kurt Wolffs Heimatstadt München als Verlagsort genannt.

### Unter der Leitung von Hermann und Jorinde Luft, 1936–2000
Im Jahr 1936 erwarb Hermann Luft den Verlagsnamen mit allen Autorenrechten und änderte den Namen der erfolgreichen Miniaturbuchreihe in Hyperion-Bücherei. Luft brachte zunächst vorwiegend die im Verlag vorhandenen Titel heraus, ohne die Erscheinungsjahre anzugeben, sodass die jeweiligen Jahreszahlen zu vielen Bänden nicht sicher feststellbar sind. 1942 zog der Verlag nach Freiburg im Breisgau, wo er nach Hermann Lufts Tod 1980 von dessen Tochter Jorinde weitergeführt wurde, bis diese im Jahr 2000 verstarb. Wenngleich der Verlag fast ausschließlich für seine Miniaturbücher bekannt wurde, erschienen weiterhin auch Werke in Standardformaten. 2001 erwarb der Verleger Martin Wartelsteiner den Verlag und änderte den Reihennamen erneut in Hyperion-Bibliothek.